# Kinga Baran
Kinga Baran (ur. 29 kwietnia 1982 w Łodzi) – polska siatkarka, grająca na pozycji rozgrywającej.
Przez kilka lat używała nazwiska po mężu – Bąk, w 2014 powróciła do nazwiska panieńskiego.

## Osiągnięcia

### Młodzieżowe
- 1999 −  Mistrzostwo Europy kadetek
- 2000 −  Brązowy medal mistrzostw Europy juniorek
- 1998 −  Złoty medal mistrzostw Polski kadetek w Poznaniu
- 1999 −  Wicemistrzostwo Polski kadetek w Tomaszowie Lubelskim
- 2000 −  Wicemistrzostwo Polski juniorek w Łodzi[2]